# Decisión
Una decisión es el producto final del proceso mental-cognitivo específico de un individuo o un grupo de personas u organizaciones, el cual se denomina toma de decisiones, por lo tanto, es un concepto subjetivo. Es un objeto mental y puede ser tanto una opinión como una regla o una tarea para ser ejecutada y/o aplicada.
En significados más precisos, un objeto mental  es una decisión si este fue obtenido por una elección consciente de una opinión o una acción (desde un conjunto conocido de alternativas), y es designado para una aplicación.
Las decisiones algunas veces son influenciadas por factores que tienen casi nada que ver con la realidad circundante o con hechos materiales. Por ejemplo, la superstición puede desempeñar un papel significativo en la toma de decisiones, así como otras creencias: numerología, astrología, y muchas otras formas de modelos no científicos o quizás llanamente espirituales. "La toma de decisiones es el proceso de elegir entre diferentes opciones o cursos de acción, con el objetivo de resolver un problema o alcanzar un objetivo específico" 
En este sentido, todos somos tomadores de decisiones. Sin embargo, tomar una 'buena' decisión comienza con un proceso de razonamiento constante y focalizado, que abarca muchas disciplinas. 
Últimamente, algunas decisiones pueden también ser tomadas por programas computacionales y robots autónomos que cuenten con inteligencia artificial. 
Aquello que esencialmente influencia una decisión es el conjunto de alternativas disponibles para el sujeto que debe tomar la decisión, así como los criterios de elección que este aplique.
las decisiones tienen importantes consecuencias al elegirlas estas cambian el curso delo que vayamos a elegir y por su puesto su consecuencia sea buena o mala 
En diferentes campos de la actividad humana, decisión tiene muchos significados locales, por ejemplo:
- en Derecho,
  - una decisión es el resultado de un caso legal.
  - una decisión per curiam es tomada por una corte con múltiples jueces.
  - un tipo de legislación de la Unión Europea
- en Estadística y Economía, los intentos por tomar óptimamente una decisión se estudian mediante la Teoría de la decisión.
- en computación, un problema de decisión es un problema en donde las respuestas posibles son SI o NO en un marco de longitud finita.
- en boxeo, un resultado alcanzado por los jueces.

## Observaciones
- Las decisiones especialmente importantes son aquellas que tienen carácter de acato normativo o de orden/tarea, e intentan fluenciar a diferentes comunidades humanas, por ejemplo, las decisiones políticas.
- La capacidad para tomar decisiones es considerada como un atributo necesario y suficiente de un sujeto hecho obra que esté dotado de inteligencia.[2]
- Muchas decisiones relacionadas pueden ser conectadas en árboles de decisión.

Muchas veces pensamos que las decisiones que tomamos solo dependen de nosotros, pero a veces eso no es así, pues también podemos recibir ayuda de nuestra familia, ya que ellos son los que más quieren nuestra felicidad y nuestro bien.